# شاهک آبی
شاهک آبی (نام علمی: Euthalia durga) نام یک گونه از سرده شکوفه‌ای‌ها است.